# Rimini Calcio 1977-1978
Questa voce raccoglie le informazioni riguardanti il Rimini Calcio nelle competizioni ufficiali della stagione 1977-1978.

## Rosa
| N. |                   | Ruolo | Calciatore            |
| -- | ----------------- | ----- | --------------------- |
|    | Italia (bandiera) | A     | Alfiero Agostinelli   |
|    | Italia (bandiera) | C     | Walter Berlini        |
|    | Italia (bandiera) | C     | Mario Bertini         |
|    | Italia (bandiera) | D     | Sante Crepaldi        |
|    | Italia (bandiera) | A     | Bartolomeo Di Michele |
|    | Italia (bandiera) | A     | Giuseppe Fagni        |
|    | Italia (bandiera) | A     | Giorgio Gambin        |
|    | Italia (bandiera) | D     | Walter Grezzani       |
|    | Italia (bandiera) | C     | Giuseppe Lorenzetti   |
|    | Italia (bandiera) | C     | Marcello Marchi       |

| N. |                   | Ruolo | Calciatore          |
| -- | ----------------- | ----- | ------------------- |
|    | Italia (bandiera) | P     | Antonio Pagani      |
|    | Italia (bandiera) | A     | Sergio Pellizzaro   |
|    | Italia (bandiera) | D     | Giancarlo Raffaeli  |
|    | Italia (bandiera) | P     | Angelo Recchi       |
|    | Italia (bandiera) | D     | Vincenzo Romano     |
|    | Italia (bandiera) | C     | Gianpaolo Rossi     |
|    | Italia (bandiera) | D     | Gianfranco Sarti    |
|    | Italia (bandiera) | C     | Paolo Sollier       |
|    | Italia (bandiera) | C     | Alessandro Stoppani |
|    | Italia (bandiera) | C     | Stefano Tomassini   |

## Risultati

### Serie B

#### Girone di andata
| 11 settembre 1977 1ª giornata | Como | 1 – 1 | Rimini |  |

| 18 settembre 1977 2ª giornata | Rimini | 1 – 2 | Palermo |  |

| 25 settembre 1977 3ª giornata | Taranto | 1 – 1 | Rimini |  |

| 2 ottobre 1977 4ª giornata | Bari | 2 – 0 | Rimini |  |

| 9 ottobre 1977 5ª giornata | Rimini | 1 – 0 | Pistoiese |  |

| 16 ottobre 1977 6ª giornata | Sampdoria | 1 – 1 | Rimini |  |

| 23 ottobre 1977 7ª giornata | Rimini | 1 – 1 | Cesena |  |

| 30 ottobre 1977 8ª giornata | Cremonese | 1 – 1 | Rimini |  |

| 6 novembre 1977 9ª giornata | Rimini | 1 – 0 | Modena |  |

| 13 novembre 1977 10ª giornata | Rimini | 2 – 0 | Ternana |  |

| 20 novembre 1977 11ª giornata | Varese | 1 – 0 | Rimini |  |

| 27 novembre 1977 12ª giornata | Rimini | 0 – 1 | Lecce |  |

| 4 dicembre 1977 13ª giornata | Ascoli | 2 – 0 | Rimini |  |

| 11 dicembre 1977 14ª giornata | Rimini | 1 – 1 | Brescia |  |

| 18 dicembre 1977 15ª giornata | Monza | 1 – 1 | Rimini |  |

| 31 dicembre 1977 16ª giornata | Avellino | 0 – 0 | Rimini |  |

| 8 gennaio 1978 17ª giornata | Rimini | 3 – 1 | Cagliari |  |

| 15 gennaio 1978 18ª giornata | Catanzaro | 1 – 0 | Rimini |  |

| 22 gennaio 1978 19ª giornata | Rimini | 0 – 0 | Sambenedettese |  |

#### Girone di ritorno
| 29 gennaio 1978 20ª giornata | Rimini | 1 – 0 | Como |  |

| 5 febbraio 1978 21ª giornata | Palermo | 2 – 0 | Rimini |  |

| 12 febbraio 1978 22ª giornata | Rimini | 1 – 3 | Taranto |  |

| 19 febbraio 1978 23ª giornata | Rimini | 2 – 0 | Bari |  |

| 26 febbraio 1978 24ª giornata | Pistoiese | 1 – 0 | Rimini |  |

| 5 marzo 1978 25ª giornata | Rimini | 2 – 1 | Sampdoria |  |

| 12 marzo 1978 26ª giornata | Cesena | 1 – 1 | Rimini |  |

| 26 marzo 1978 27ª giornata | Rimini | 2 – 1 | Cremonese |  |

| 2 aprile 1978 28ª giornata | Modena | 2 – 1 | Rimini |  |

| 9 aprile 1978 29ª giornata | Ternana | 0 – 0 | Rimini |  |

| 16 aprile 1978 30ª giornata | Rimini | 1 – 1 | Varese |  |

| 23 aprile 1978 31ª giornata | Lecce | 0 – 1 | Rimini |  |

| 30 aprile 1978 32ª giornata | Rimini | 1 – 4 | Ascoli |  |

| 7 maggio 1978 33ª giornata | Brescia | 2 – 0 | Rimini |  |

| 14 maggio 1978 34ª giornata | Rimini | 0 – 1 | Monza |  |

| 21 maggio 1978 35ª giornata | Rimini | 1 – 1 | Avellino |  |

| 28 maggio 1978 36ª giornata | Cagliari | 1 – 1 | Rimini |  |

| 4 giugno 1978 37ª giornata | Rimini | 0 – 0 | Catanzaro |  |

| 11 giugno 1978 38ª giornata | Sambenedettese | 1 – 1 | Rimini |  |

## Statistiche

### Statistiche di squadra
| Competizione | Punti | In casa | In casa | In casa | In casa | In casa | In casa | In trasferta | In trasferta | In trasferta | In trasferta | In trasferta | In trasferta | Totale | Totale | Totale | Totale | Totale | Totale | DR  |
| Competizione | Punti | G       | V       | N       | P       | Gf      | Gs      | G            | V            | N            | P            | Gf           | Gs           | G      | V      | N      | P      | Gf     | Gs     | DR  |
| ------------ | ----- | ------- | ------- | ------- | ------- | ------- | ------- | ------------ | ------------ | ------------ | ------------ | ------------ | ------------ | ------ | ------ | ------ | ------ | ------ | ------ | --- |
| Serie B      | 34    | 19      | 8       | 6       | 5       | 21      | 18      | 19           | 1            | 10           | 8            | 10           | 21           | 38     | 9      | 16     | 13     | 31     | 39     | -8  |
| Coppa Italia | 1     | 2       | 0       | 0       | 2       | 1       | 4       | 2            | 0            | 1            | 1            | 2            | 3            | 4      | 0      | 1      | 3      | 3      | 7      | -4  |
| Totale       |       | 21      | 8       | 6       | 7       | 22      | 22      | 21           | 1            | 11           | 9            | 12           | 24           | 42     | 9      | 17     | 16     | 34     | 46     | -12 |

### Statistiche dei giocatori
| Giocatore      | Serie B  | Serie B | Serie B     | Serie B    | Coppa Italia | Coppa Italia | Coppa Italia | Coppa Italia | Totale   | Totale | Totale      | Totale     |
| Giocatore      | Presenze | Reti    | Ammonizioni | Espulsioni | Presenze     | Reti         | Ammonizioni  | Espulsioni   | Presenze | Reti   | Ammonizioni | Espulsioni |
| -------------- | -------- | ------- | ----------- | ---------- | ------------ | ------------ | ------------ | ------------ | -------- | ------ | ----------- | ---------- |
| A. Agostinelli | 23       | 0       | ?           | ?          | ?            | ?            | ?            | ?            | 23+      | 0+     | ?           | ?          |
| W. Berlini     | 36       | 0       | ?           | ?          | ?            | ?            | ?            | ?            | 36+      | 0+     | ?           | ?          |
| M. Bertini     | 22       | 0       | ?           | ?          | ?            | ?            | ?            | ?            | 22+      | 0+     | ?           | ?          |
| S. Crepaldi    | 22       | 4       | ?           | ?          | ?            | ?            | ?            | ?            | 22+      | 4+     | ?           | ?          |
| B. Di Michele  | 8        | 3       | ?           | ?          | ?            | ?            | ?            | ?            | 8+       | 3+     | ?           | ?          |
| G. Fagni       | 27       | 5       | ?           | ?          | ?            | ?            | ?            | ?            | 27+      | 5+     | ?           | ?          |
| G. Gambin      | 26       | 5       | ?           | ?          | ?            | ?            | ?            | ?            | 26+      | 5+     | ?           | ?          |
| W. Grezzani    | 36       | 1       | ?           | ?          | ?            | ?            | ?            | ?            | 36+      | 1+     | ?           | ?          |
| G. Lorenzetti  | 28       | 5       | ?           | ?          | ?            | ?            | ?            | ?            | 28+      | 5+     | ?           | ?          |
| M. Marchi      | 29       | 0       | ?           | ?          | ?            | ?            | ?            | ?            | 29+      | 0+     | ?           | ?          |
| A. Pagani      | 3        | -1      | ?           | ?          | ?            | ?            | ?            | ?            | 3+       | -1+    | ?           | ?          |
| S. Pellizzaro  | 19       | 1       | ?           | ?          | ?            | ?            | ?            | ?            | 19+      | 1+     | ?           | ?          |
| G. Raffaeli    | 31       | 0       | ?           | ?          | ?            | ?            | ?            | ?            | 31+      | 0+     | ?           | ?          |
| A. Recchi      | 38       | -38     | ?           | ?          | ?            | ?            | ?            | ?            | 38+      | -38+   | ?           | ?          |
| V. Romano      | 23       | 2       | ?           | ?          | ?            | ?            | ?            | ?            | 23+      | 2+     | ?           | ?          |
| G. Rossi       | 12       | 0       | ?           | ?          | ?            | ?            | ?            | ?            | 12+      | 0+     | ?           | ?          |
| G. Sarti       | 32       | 0       | ?           | ?          | ?            | ?            | ?            | ?            | 32+      | 0+     | ?           | ?          |
| P. Sollier     | 32       | 3       | ?           | ?          | ?            | ?            | ?            | ?            | 32+      | 3+     | ?           | ?          |
| A. Stoppani    | 1        | 0       | ?           | ?          | ?            | ?            | ?            | ?            | 1+       | 0+     | ?           | ?          |
| S. Tomassini   | 1        | 0       | ?           | ?          | ?            | ?            | ?            | ?            | 1+       | 0+     | ?           | ?          |